# Mascheroder- und Rautheimer Holz
Das Mascheroder- und Rautheimer Holz ist ein Naturschutzgebiet in der Stadt Braunschweig in Niedersachsen.

## Allgemeines
Das Naturschutzgebiet mit dem Kennzeichen NSG BR 153 ist circa 155 Hektar groß. Davon sind circa 122 Hektar Bestandteil des FFH-Gebietes „Wälder und Kleingewässer zwischen Mascherode und Cremlingen“. Das Naturschutzgebiet ersetzt das Landschaftsschutzgebiet „Mascheroder-, Rautheimer- und Salzdahlumer Holz“ im Bereich der Stadt Braunschweig. Im Südosten grenzt es an das ausgedehnte Landschaftsschutzgebiet „Nieder- und Oberdahlumer Holz, Lagholz, Hötzumer Forst, Obersickter Holz und angrenzende Landschaftsteile“ (LSG WF 52) im Landkreis Wolfenbüttel. An der Kreisgrenze zum Landkreis Wolfenbüttel befindet sich das Naturdenkmal „Landwehr im Rautheimer Holz“ innerhalb des Naturschutzgebietes. Das Naturschutzgebiet war ursprünglich zum 29. Dezember 2018 ausgewiesen worden. Aufgrund eines Formfehlers erklärte das Oberverwaltungsgericht Lüneburg die Naturschutzverordnung für unwirksam. Nach dem erneuten Durchlaufen des Ausweisungsverfahrens wurde das Gebiet zum 2. April 2021 als Naturschutzgebiet ausgewiesen. Zuständige untere Naturschutzbehörde ist die Stadt Braunschweig.

## Beschreibung
Das Naturschutzgebiet liegt im Südosten der Stadt Braunschweig. Es umfasst Laubmischwälder auf historisch alten Waldstandorten. Die als Eichen-Hainbuchenwälder, Labkraut-Eichen-Hainbuchenwälder und Waldmeister-Buchenwälder ausgeprägten Wälder sind zum Teil aus Mittelwaldwirtschaft hervorgegangen. Sie stocken auf oft feuchten Standorten und sind im Westen des Naturschutzgebietes temporär überstaut. Im Südosten des Naturschutzgebietes stocken vielfach trocken-warme, orchideenreiche Waldgesellschaften. Innerhalb der Wälder befinden sich zahlreiche Kleingewässer. Die Eichen-Hainbuchenwälder werden von Stiel- oder Traubeneiche und Hainbuche dominiert, zu denen sich Esche, Winterlinde und Feldahorn gesellen. In der Krautschicht der Eichen-Hainbuchenwälder siedeln Waldziest, Hohe Schlüsselblume und Rasenschmiele, in der Krautschicht der Labkraut-Eichen-Hainbuchenwälder sind es Waldlabkraut, Gelbes Windröschen und Türkenbundlilie. Die im Vergleich zu den Eichen-Hainbuchenwäldern nur kleinflächig vorkommenden Waldmeister-Buchenwälder werden von der Rotbuche dominiert. Dazu gesellen sich Esche, Vogelkirsche, Spitz- und Bergahorn. In der Krautschicht sind Buschwindröschen, Märzenbecher und Waldmeister zu finden.
Das Naturschutzgebiet ist wichtiger Lebensraum für Fledermäuse wie Großes Mausohr, Bechsteinfledermaus, Fransenfledermaus, Große und Kleine Bartfledermaus, Mopsfledermaus und Kleiner Abendsegler und Spechte wie Schwarz- und Mittelspecht. Die Kleingewässer und feuchten Waldstandorte beherbergen Springfrosch, Kleinen Wasserfrosch, Moorfrosch und Kammmolch.
Die Wälder im Naturschutzgebiet werden forstwirtschaftlich genutzt. Das Gebiet dient auch der Naherholung. Durch die Wälder verlaufen zahlreiche Waldwege. Das Gebiet grenzt an die Siedlungsbereiche des Braunschweiger Stadtteils Mascherode, den es nach Westen, Norden und Osten umschließt. Im Nordwesten grenzt es an die Siedlungsbereiche des Stadtteils Südstadt, im Westen in erster Linie an den Heidbergpark im Stadtteil Heidberg. Im Südosten schließt sich ein weiteres Waldgebiet an, ansonsten grenzt das Naturschutzgebiet in landwirtschaftliche Nutzflächen.